# The crypt of artificial intelligences
The crypt of artificial intelligences is een studioalbum van Mooch. Het album dat is opgenomen direct na Postvorta en voor Starhenge zou uitgegeven worden door Taste Records. Starhenge verscheen echter eerder en het platenlabel vergat daarbij 10 minuten van de laatste track mee te persen. De leider vond dat die toch best gemist konden worden en Stephen was gebrouilleerd. The crypt bleef op de planken liggen  totdat het veel later als cd-r verscheen, samen met Golden ear machine

## Musici
- Stephen Palmer – gitaar, toetsinstrument, effecten
- Conan McPhee – basgitaar
- Garry en Cal Lewin – synthesizers

## Muziek
| Nr. | Titel                       | Duur  |
| --- | --------------------------- | ----- |
| 1.  | Deep space qand-Aravanserai | 6:33  |
| 2.  | India Oceania               | 21:42 |
| 3.  | Al Jabr                     | 2:03  |
| 4.  | Brain-map                   | 6:27  |
| 5.  | The crypt                   | 16:21 |
| 6.  | Medina Oasis                | 17:04 |